# Église Notre-Dame de Dordrecht
 (mai 2025).
Si vous disposez d'ouvrages ou d'articles de référence ou si vous connaissez des sites web de qualité traitant du thème abordé ici, merci de compléter l'article en donnant les références utiles à sa vérifiabilité et en les liant à la section « Notes et références ».
L' Église Notre-Dame de Dordrecht appelée aussi Grote Kerk est une église protestante située dans la ville de Dordrecht aux Pays-Bas. 
Elle est dédiée à Notre-Dame (la mère de Jésus).
Les stalles du chœur du début de la Renaissance, la chaire en marbre et la façade de l'orgue de style baroque, ainsi que les vitraux avec, entre autres, des images de l'histoire de Dordrecht, méritent particulièrement d'être vus

## Historique
La construction a commencé en 1284. Lors du grand incendie de la ville de 1457, une partie importante de l'église fut également détruite par les flammes, mais elle fut ensuite reconstruite de manière encore plus belle et impressionnante dans un style gothique brabançon sous l'égide de l'architecte Everaert Spoorwater.
La tour a été commencée à l'origine en 1339, mais elle a été gravement endommagée, lors de l'incendie de la ville de 1457. Initialement prévue pour être coiffée d'un octogone et d'une flèche en pierre, en raison du sol hollandais mou provoquant l'inclinaison de la tour, elle a été laissée inachevée en 1506.
En 1626, elle fut coiffée de quatre cadrans d'horloge baroques et d'un petit toit 
L'église est devenue protestante en 1572

## Dimensions
Les dimensions de l'édifice sont les suivantes :

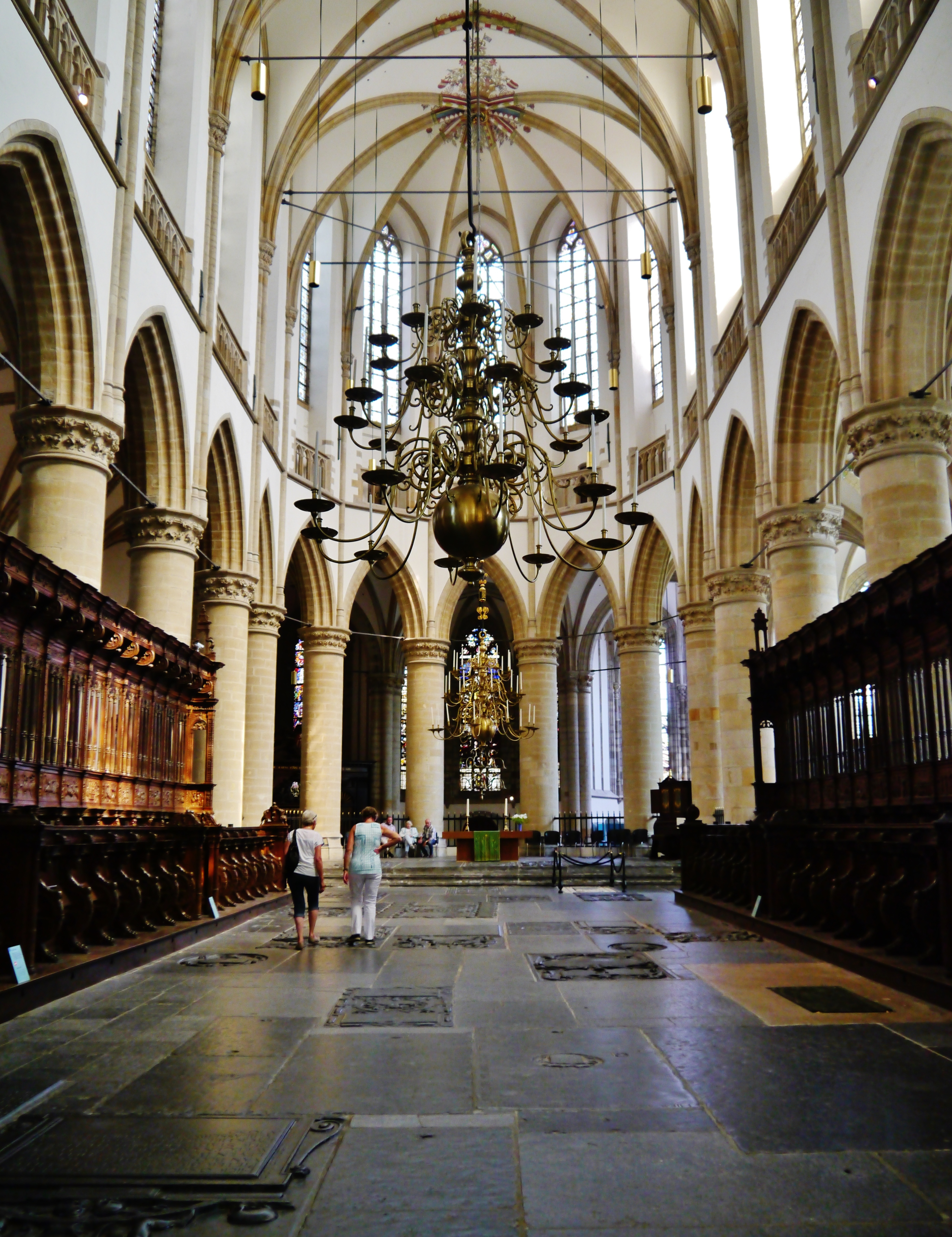
Intérieur de l'église.

- hauteur intérieure : 24 m ;
- longueur : 108 m ;
- hauteur de la tour : 70 m.